# Kom, min kristen, Gud till ära
Kom, min kristen, Gud till ära är en gammal psalm, "Kommt, und lasst den Herrn euch lehren" , av Johann Heermann från 1636 i elva verser som i sin av David Denicke 1648 bearbetade version översattes av Jesper Swedberg 1694. Dryga hundra år senare bearbetades Swedbergs översättning av Johan Olof Wallin 1816. Psalmen bygger på Matteus 5:3-10.
Psalmen inleds 1695 med orden:
Kom, min Christen, Gudh til ähra
Kom och hör tins HErras taal
Melodin är nedtecknad i Genève 1551 och enligt 1697 års koralbok samma som till psalmen Herren är mitt lius och hälsa (nr 44), Såsom hjorten träget längtar (nr 53), Jesu! djupa såren dina (nr 151), Bort med tanken, sorgsna hjärta (nr 243) och Ack, hur stort är mitt elände (nr 254).

## Publicerad som
- Nr 198 i 1695 års psalmbok under rubriken "Uppå alla Helgona dag".
- Nr 217 i 1819 års psalmbok under rubriken "Nådens ordning: Benådade kristnas frid, sällhet och åliggande".
- Nr 399 i 1937 års psalmbok under rubriken "Trons bevisning i levnaden".